# Antonín Sobotka
Antonín Sobotka (25. dubna 1868 – 22. června 1919 Zbraslav) byl rakouský a český advokát a politik, na počátku 20. století poslanec Českého zemského sněmu a Říšské rady; předseda České strany státoprávně pokrokové.

## Biografie
Profesí byl advokátem na Zbraslavi. Na přelomu století se angažoval v pokrokářských politických formacích. Byl spolupracovníkem Karla Baxy a členem České státoprávní strany. Podílel se na vypracování jejího programu, ve kterém zdůrazňoval antisemitskou agendu (emancipace od židů). Patřil mezi zakladatele periodika Radikální listy.
Na počátku století se zapojil i do zemské a celostátní politiky. Roku 1906 nastoupil do Říšské rady (celostátní zákonodárný sbor), kam byl zvolen v doplňovacích volbách za kurii městskou, obvod Kolín, Poděbrady, Kouřim. Nastoupil 9. února 1906 místo Josefa Fořta. V květnu 1906 se uvádí jako jeden z 6 členů poslaneckého klubu Česká národně sociální jednota (National-sozial-böhmische Vereinigung) na Říšské radě.
Ve volbách v roce 1908 byl zvolen také do Českého zemského sněmu v kurii městské, obvod Příbram, Březové Hory. Politicky se uvádí coby kandidát spojených českých státoprávních stran (Česká strana státoprávně pokroková, vzniklá roku 1908). Kvůli obstrukcím se ovšem sněm po roce 1908 ve svém plénu fakticky nescházel.
Poté, co státoprávně pokroková strana neuspěla ve volbách do Říšské rady roku 1911, došlo k obměně jejího vedení a předsedou se stal Sobotka. Z předsednické funkce odstoupil během první světové války pro nesouhlas s válečnou politikou strany. Následně opustil politický život. Působil jen publicisticky (odborné články na téma daní, berní a dávek ze zábav).
Zemřel v červnu 1919, po delší nemoci.